# Autoestrada A1
A Autoestrada A1 ou Autoestrada do Norte é uma autoestrada portuguesa, que liga Lisboa com o Porto, ligando a região da Área Metropolitana de Lisboa com as sub-região Lezíria do Tejo, pertencendo à Região do Alentejo, as sub-regiões Médio Tejo, Região de Leiria, Região de Coimbra e Região de Aveiro, pertencendo à Região Centro, e a sub-região Área Metropolitana do Porto, pertencendo à Região Norte, tendo uma extensão total de 301,6 km.
Em Lisboa, a autoestrada começa no norte da cidade, no final da Avenida Marechal Craveiro Lopes, cruzando-se com a A12, que segue em direção pela Ponte Vasco da Gama até Setúbal. Mais à frente, em Alverca, a autoestrada tem um nó com a A9, que segue em direção sudoeste até Caxias, sendo a circular exterior da cidade de Lisboa. Passando no Carregado, a autoestrada cruza-se com a A10, que segue em direção sudoeste até Arruda dos Vinhos e em direção leste até Samora Correira e Benavente. Perto de Santarém, a autoestrada tem um nó com a A15, que segue em direção oeste até às Caldas da Rainha. Em Torres Novas, a autoestrada cruza-se com a A23, que segue em direção nordeste até Castelo Branco e Guarda. Antes de chegar a Coimbra, a autoestrada liga-se com a A13-1, que segue em direção leste até Condeixa-a-Nova e passando Coimbra, no norte da cidade, a autoestrada tem um nó com a A14, que segue em direção oeste à Figueira da Foz. Passando em Albergaria-a-Velha, perto da cidade de Aveiro, a autoestrada cruza-se com a A25, que segue em direção oeste até ao centro da cidade de Aveiro e direção leste a Viseu e à Guarda. Na Nogueira da Regedoura, a autoestarda tem um nó com a A41, que segue em direção oeste a Espinho e direção nordeste Valongo até Matosinhos, sendo a circular exterior da cidade do Porto. Chegando à cidade do Porto, em Vila Nova de Gaia, a autoestrada cruza-se primeiro com a A20, que segue em direção nordoeste ao Porto, sendo a circular interior da cidade da mesma cidade, a seguir a autoestrada cruza-se com a A29, que segue em direção sudoeste a Espinho e mais à frente com a A44, que liga a cidade de Vila Nova de Gaia de norte a sul. Passando depois na Ponte da Arrábida, a autoestrada liga-se com a A28, que segue em direção norte a Viana do Castelo e com a A20, que segue pela Ponte do Freixo até Vila Nova de Gaia, ligando-se outra vez com a mesma autoestrada.
É concessionada pela Brisa e é portajada (excepto nos troços junto a Lisboa e ao Porto). Um trajeto entre Lisboa e o Porto para um veículo Classe 1 custa €23,60.
Faz integralmente parte da Estrada Europeia E01 e parcialmente da Estrada Europeia E 80 e é identificada no Plano Rodoviário Nacional 2000 como parte integrante do IP1 até ao nó dos Carvalhos, em Pedroso, a partir daí integra os últimos quilómetros do IC2, juntando-se-lhe o IC1, a partir do nó com a A29.

## História
O primeiro troço desta auto-estrada remonta a 1961, altura em que foi aberta a ligação Lisboa – Vila Franca da então nova N 1. Dois anos depois, em 1963, foi a vez de ficar completa a atual extremidade norte da autoestrada, o troço contínuo entre o Porto e Carvalhos. Assim sendo, e durante anos a fio, a ligação em auto-estrada entre Lisboa e Porto resumiu-se a dois pequenos troços junto às duas cidades. Em 1977, acrescentou-se o troço entre Vila Franca e o Carregado e, em 1980, a ligação Carregado – Aveiras de Cima. O ritmo de construção acelera em 1982, com a abertura ao tráfego do troço Condeixa – Mealhada (que retirou o trânsito do centro de Coimbra, por onde passava a N 1), e 1983, com a abertura do troço Albergaria-a-Velha – Santa Maria da Feira. Outros troços importantes foram construídos em 1987 e 1990, até que em 1991 a A1 ficou enfim concluída, com a abertura do último troço, de 85 km, entre Torres Novas e Condeixa.
| Troço                                      | Situação          | km   |
| ------------------------------------------ | ----------------- | ---- |
| Lisboa - Vila Franca de Xira               | Em serviço (1961) | 25,0 |
| Vila Franca de Xira - Carregado            | Em serviço (1977) | 6,1  |
| Carregado - Aveiras de Cima                | Em serviço (1980) | 15,5 |
| Aveiras - Torres Novas                     | Em serviço (1990) | 47,6 |
| Torres Novas - Condeixa                    | Em serviço (1991) | 87,4 |
| Condeixa - Mealhada                        | Em serviço (1982) | 27,6 |
| Mealhada - Albergaria-a-Velha              | Em serviço (1987) | 38,5 |
| Albergaria-a-Velha - Santa Maria da Feira  | Em serviço (1983) | 27,2 |
| Santa Maria da Feira - Pedroso (Carvalhos) | Em serviço (1980) | 17,1 |
| Pedroso (Carvalhos) - Gaia (Coimbrões)     | Em serviço (1963) | 6,8  |
| Gaia (Coimbrões) - Gaia (Afurada)          | Em serviço (1960) | 3,6  |
| Ponte da Arrábida                          | Em serviço (1963) | 0,6  |

## Capacidade

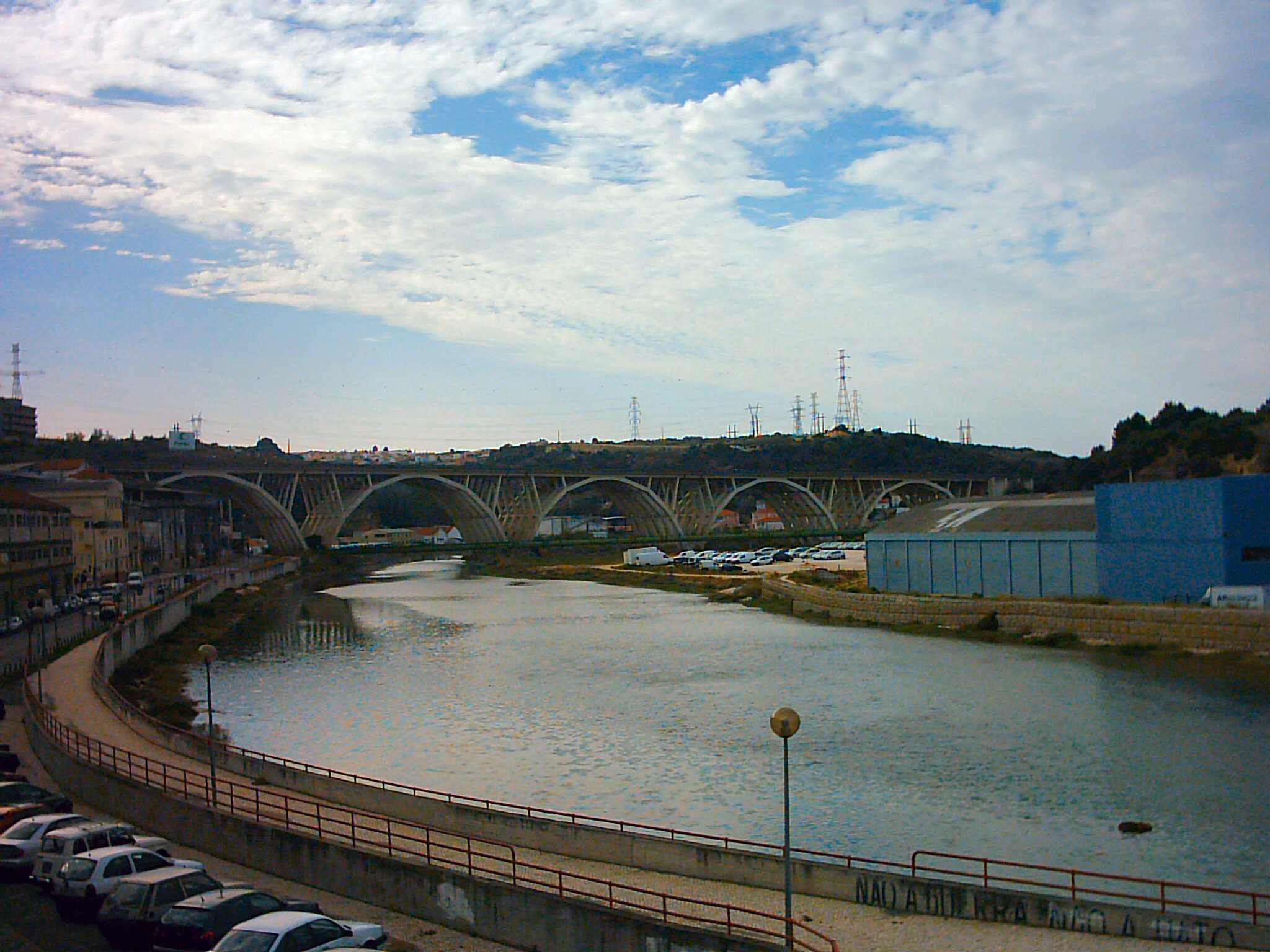
Viaduto sobre o Rio Trancão, em Sacavém.

### Trânsito
De acordo com o contrato de concessão , assinado em 2008 entre a Brisa Concessão Rodoviária e o Estado Português, é da responsabilidade da concessionária o alargamento do número de vias sempre que o Tráfego Médio Diário (TMD) Anual seja superior a 35.000 veículos (6 vias, 3 por sentido) ou de 60.000 veículos (8 vias, 4 por sentido).
As obras de alargamento são uma imposição legal resultante do contrato de concessão, que prevê o alargamento de um sublanço de auto-estrada quando se atingem e confirmam determinados patamares de tráfego médio diário (cfr. Base XXVII, do DL 294/97, de 24 de Outubro).
| Troço                                               | Tráfego Médio Diário (TMD) Anual 2014 (A) | Tráfego Médio Diário (TMD) Anual 2024 (B) | Evolução | Alargamento       |
| --------------------------------------------------- | ----------------------------------------- | ----------------------------------------- | -------- | ----------------- |
| Sacavém ( A 12 ) - São João da Talha                | 89.682                                    | 101.515                                   | 13,2%    | Recomendável (1A) |
| São João da Talha - Santa Iria da Azóia ( IC 2 )    | 82.682                                    | 93.399                                    | 12,98%   | Recomendável (1A) |
| Santa Iria da Azóia - Alverca ( A 9 CREL )          | 77.248                                    | 87.720                                    | 13,56%   | Recomendável (1B) |
| Alverca ( A 9 CREL ) - Vila Franca de Xira Sul      | 58.172                                    | 69.353                                    | 19,22%   | Recomendável (1C) |
| Vila Franca de Xira Sul - Vila Franca de Xira Norte | 59.356                                    | 70.083                                    | 18,08%   | Recomendável (1C) |
| Vila Franca de Xira Norte - Castanheira do Ribatejo | 47.626                                    | 58.085                                    | 21,96%   | Concluído         |
| Castanheira do Ribatejo - A 10                      | 47.307                                    | 57.216                                    | 20,94%   | Concluído         |
| A 10 – 4 Carregado                                  | 53.507                                    | 69.849                                    | 30,54%   | Concluído         |
| 4 Carregado – 5 Aveiras de Cima                     | 38.978                                    | 51.696                                    | 32,63%   | Concluído         |
| 5 Aveiras de Cima – 5A Cartaxo                      | 29.931                                    | 40.397                                    | 37,45%   | Concluído         |
| 5A Cartaxo – 6 Santarém                             | 29.849                                    | 41.084                                    | 37,64%   | Concluído         |
| 6 Santarém – 6A Caldas da Rainha A 15               | 31.737                                    | 45.117                                    | 42,16%   | Concluído         |
| 6A Caldas da Rainha A 15 – 7 Torres Novas A 23      | 29.715                                    | 42.424                                    | 42,77%   | Concluído         |
| 7 Torres Novas A 23 – 8 Fátima                      | 21.275                                    | 29.254                                    | 37,50%   | Não               |
| 8 Fátima – 9 Leiria A 8                             | 21.967                                    | 30.380                                    | 38,30%   | Não               |
| 9 Leiria A 8 – 10 Pombal IC 8                       | 21.424                                    | 29.724                                    | 38,74%   | Não               |
| 10 Pombal IC 8 – 10A Soure                          | 21.509                                    | 29.553                                    | 37,40%   | Não               |
| 10A Soure – 11 Condeixa-a-Nova A 13-1               | 21.511                                    | 29.841                                    | 38,73%   | Não               |
| 11 Condeixa-a-Nova A 13-1 – 12 Coimbra Sul A 31     | 22.909                                    | 33.063                                    | 44,32%   | Concluído         |
| 12 Coimbra Sul A 31 – 13 Coimbra Norte A 14 / IP 3  | 21.459                                    | 31.198                                    | 45,39%   | Não               |
| 13 Coimbra Norte A 14 / IP 3 – 14 Mealhada          | 22.472                                    | 31.520                                    | 40,26%   | Não               |
| 14 Mealhada – 15 Aveiro Sul                         | 22.090                                    | 30.770                                    | 39,30%   | Não               |
| 15 Aveiro Sul – 16 Albergaria-a-Velha A 25          | 20.133                                    | 28.449                                    | 41,31%   | Não               |
| 16 Albergaria-a-Velha A 25 – 17 Estarreja           | 32.266                                    | 47.041                                    | 45,79%   | Necessário        |
| 17 Estarreja – 18 Santa Maria da Feira              | 29.732                                    | 44.363                                    | 49,21%   | Concluído         |
| 18 Santa Maria da Feira – 18A Espinho A 41 CREP     | 33.817                                    | 50.317                                    | 48,79%   | Concluído         |
| 18A Espinho A 41 CREP – Feiteira                    | 35.537                                    | 51.289                                    | 44,33%   | Concluído         |
| Feiteira - Carvalhos ( A 20 )                       | 59.723                                    | 76.451                                    | 28,01%   | Concluído         |
| Carvalhos ( A 20 ) - Jaca ( A 29 )                  | 38.818                                    | 45.341                                    | 16,80%   | Concluído         |
| Jaca ( A 29 ) - Santo Ovídio                        | 62.471                                    | 75.172                                    | 20,33%   | Recomendável (1D) |
| Santo Ovídio - Coimbrões ( A 44 )                   | 64.088 (*)                                | 77.112                                    | 20,32%   | Necessário        |
| Coimbrões ( A 44 ) - Canidelo                       | 111.317 (*)                               | 118.502                                   | 6,45%    | Recomendável (1E) |
| Canidelo - Afurada                                  | 108.987 (*)                               | 114.916                                   | 5,44%    | Recomendável (1E) |
| Afurada - Ponte da Arrábida ( A 28 )                | 108.987 (*)                               | 114.916                                   | 5,44%    | Recomendável (1E) |

- (A) Período homólogo entre Outubro de 2013 e Setembro de 2014.
- (B) Período homólogo entre Outubro de 2023 e Setembro de 2024.
- (*) Devido à indisponibilidade dos dados de 2013/2014, utilizou-se os dados mais próximos disponíveis, de 2016[9].
- (1) Apesar de justificar o alargamento para 4 vias por sentido, aplica-se a Al.5, ponto 24., do Contrato de Concessão [4], em que, equivalentemente, se construam novas autoestradas [...] que constituam alternativas de escoamento de tráfego.
- (1A) Alternativa   A 30
- (1B) Alternativa   A 9
- (1C) Alternativa   A 10
- (1D) Alternativa   A 44
- (1E) Alternativa   A 20

### Perfil
| Secção                                    | Perfil | Extensão |
| ----------------------------------------- | ------ | -------- |
| Lisboa - Torres Novas                     |        | 94 km    |
| Torres Novas - Condeixa-a-Nova            |        | 87 km    |
| Condeixa - Coimbra (Sul)                  |        | 9 km     |
| Coimbra (Sul) - Estarreja                 |        | 68 km    |
| Estarreja - Grijó                         |        | 26 km    |
| Grijó - Carvalhos                         |        | 8 km     |
| Pedroso (Carvalhos) - Gaia (Santo Ovídio) |        | 5 km     |
| Gaia (Santo Ovídio) - Gaia (Coimbrões)    |        | 1 km     |
| Gaia (Coimbrões) - Porto                  |        | 5 km     |

## Saídas

### Lisboa – Porto
| Intersecção | km     | Saída | Direcções                                                           | Estrada que liga                |
| ----------- | ------ | ----- | ------------------------------------------------------------------- | ------------------------------- |
|             | km 0   |       | Lisboa                                                              | Avenida Marechal Craveiro Lopes |
|             | km 0   | 1     | Algés / Odivelas Setúbal / Montijo                                  | A 36 (CRIL) A 12                |
|             | km 5   |       | São João da Talha (apenas entrada no sentido Lisboa)                | N 10                            |
|             | km 8   | 1A    | Póvoa de Santa Iria / Vialonga Sacavém / Moscavide                  | N 115-5 IC 2                    |
|             | km 14  | 2     | Alverca / Vialonga                                                  | N 10                            |
|             |        |       | Praça de Portagem de Alverca (km 14)                                |                                 |
|             | km 14  | 2     | Cascais Loures                                                      | A 9 (CREL)                      |
|             | km 20  | 2A    | Vila Franca de Xira (sul) Alhandra                                  | N 10                            |
|             | km 25  | 3     | Vila Franca de Xira (norte) Porto Alto                              | N 1                             |
|             | km 29  | 3A    | Plataforma Logística de Lisboa Norte                                | N 1                             |
|             | km 30  | 4     | Carregado / Alenquer Arruda dos Vinhos ALGARVE / Benavente          | N 3 A 10                        |
|             | km 47  | 5     | Aveiras Alcoentre Azambuja                                          | N 366                           |
|             | km 57  | 5A    | Cartaxo                                                             | N 114-2                         |
|             | km 65  | 6     | Santarém ( A 13 )                                                   | N 114                           |
|             | km 67  | 6A    | Caldas da Rainha Rio Maior                                          | A 15                            |
|             | km 94  | 7     | Torres Novas Abrantes Castelo Branco                                | A 23                            |
|             | km 114 | 8     | Fátima Ourém / Batalha                                              | N 356                           |
|             | km 129 | 9     | Leiria Marinha Grande                                               | A 8                             |
|             | km 153 | 10    | Pombal / Castelo Branco Figueira da Foz                             | IC 8                            |
|             | km 169 | 10A   | Soure                                                               | N 348                           |
|             | km 181 | 11    | Condeixa Lousã                                                      | IC 2 A 13-1                     |
|             | km 189 | 12    | Coimbra (sul) Taveiro / Alfarelos                                   | N 341                           |
|             | km 197 | 13    | Coimbra (norte) / Viseu Fig. da Foz / Montemor-o-Velho / Cantanhede | IP 3 A 14                       |
|             | km 209 | 14    | Mealhada / Luso-Buçaco Curia Cantanhede                             | N 234                           |
|             | km 232 | 15    | Aveiro (sul) / Ílhavo Águeda / Oliveira do Bairro                   | N 235                           |
|             | km 247 | 16    | Aveiro (norte) Albergaria / Viseu                                   | A 25                            |
|             | km 258 | 17    | Vale de Cambra Oliveira de Azeméis                                  | N 224                           |
|             | km 274 | 18    | Sta. Maria da Feira São João da Madeira Ovar                        | N 223                           |
|             | km 284 | 18A   | Espinho (Este) A41 Picoto                                           | A 41                            |
|             |        |       | Praça de Portagem de Grijó (km 285)                                 |                                 |
|             | km 288 | 18B   | Carvalhos / Grijó (sentido Lisboa)                                  |                                 |
|             | km 291 | 19    | Carvalhos Gaia por N 1                                              | N 1                             |
|             | km 292 | 20    | Porto por Ponte do Freixo Gondomar Braga (sentido Porto)            | A 20                            |
|             | km 294 | 21    | Porto por Ponte do Freixo Espinho Canelas (sentido Lisboa)          | A 29                            |
|             | km 296 | 22    | Gaia (Santo Ovídio)                                                 |                                 |
|             | km 298 | 23    | Gaia (Coimbrões) Espinho / Valadares                                | A 44 - VCI A 44                 |
|             | km 298 |       | Início do troço comum à VCI                                         |                                 |
|             | km 300 | 24    | Gaia (Devesas) Canidelo                                             |                                 |
|             | km 302 | 25    | Gaia (Afurada) centro comercial                                     |                                 |
|             | km 302 |       | Ponte da Arrábida                                                   |                                 |
|             | km 303 |       | direcção Ponte do Freixo                                            | A 28                            |

## Áreas de serviço
- Área de Serviço de Aveiras (km 44)
- Área de Serviço de Santarém (km 84)

- Área de Serviço de Leiria (km 125)
- Área de Serviço de Pombal (km 164)
- Área de Serviço Mealhada-Cantanhede (km 204)

- Área de Serviço Antuã-Estarreja (km 255)
- Área de Serviço de Vila Nova de Gaia (km 295)

## Áreas de repouso
- Área de Repouso de Fátima (km 105, atualmente encerrada)
- Área de Repouso de Oiã (km 230)